# Дипалладийкальций
Дипалладийкальций — бинарное неорганическое соединение
палладия и кальция
с формулой CaPd2,
кристаллы.

## Получение
- Сплавление стехиометрических количеств чистых веществ:

{\displaystyle {\mathsf {2Pd+Ca\ {\xrightarrow {1300^{o}C}}\ CaPd_{2}}}}

## Физические свойства
Дипалладийкальций образует кристаллы
кубической сингонии,
пространственная группа F m3m,
параметры ячейки a = 0,7652 нм, Z = 8,
структура типа магнийдимеди Cu2Mg
.
Соединение конгруэнтно плавится при температуре 1300 °C
и имеет область гомогенности 65÷76 ат.% палладия.